# Football Manager 2008
Football Manager 2008 (communément appelé FM2008) est la référence des jeux de management de football. Il est sorti en octobre 2007, pour la saison footballistique 2007-2008. Il est disponible sur les plates-formes suivantes : PC, MAC, Xbox 360.
La série des Football Manager est la suite de la série Championship Manager (ou CM), mais le nom a dû être changé à la séparation entre Eidos (l'ancien éditeur) et Sports Interactive (le développeur). Le moteur de jeu n'a absolument pas changé, restant la propriété de Sports Interactive (ou SI), mais le jeu est maintenant édité par Sega.

## Base de données
- 51 championnats
- 117 ligues jouables
- 24 108 clubs existants
- 352 000 profils de joueurs et membres de staff

La création et notation de joueurs et clubs est effectuée par des chercheurs FM, fonctionnant par zone géographique. Romjet, le chercheur français, scrute, observe, note chaque joueur sur chaque caractéristique qui compose le profil d'un joueur.
Vous pouvez d'ailleurs apporter votre pierre à l'immense édifice qu'est la recherche française dans le forum qui lui est officiellement dédié (voir en fin de page).

## Mises à jour
Après la sortie du jeu, SI développe encore le jeu via des patchs distribués quelques semaines et mois plus tard. En général il y en a deux, qui prennent en compte les derniers transferts, les améliorations du moteur de jeu et les changements de règles des différents championnats.
De plus, des fans mettent régulièrement à jour des updates afin de permettre aux fans de jouer avec les équipes du moment, notamment lors des mercatos.

## Version portable
Football Manager Portable 2008 est le portage PlayStation Portable du jeu.